# Miguel Puche Gutiérrez
Miguel Puche Gutiérrez (Granada, 21 de marzo de 1959) es un novelista español.

## Biografía
La vida del escritor Miguel Puche Gutiérrez se encuentra estrechamente ligada, por algo más que su nacimiento, a Granada y más en concreto al barrio del Albayzín, donde transcurren sus años de infancia y juventud.  No pocas de sus vivencias granadinas van a alimentar las historias de sus novelas, de las que algunas constituyen un fresco social en lo que se refiere a personajes y a espacios novelescos. A partir de 1979 cursó estudios de medicina en la Universidad de Granada, estudios que abandonó en beneficio de los entonces incipientes estudios de informática, lo que le daría la oportunidad de dedicarse profesionalmente a programador informático. En todo caso y desde su niñez, mostrará gran atracción por la lectura y la escritura. Se puede decir que ha sido un escritor secreto durante largos años hasta que en 2010 se decide a publicar.

## Obra
Latidos de Barrio (2010) es el título de su primera novela publicada, una novela llena de humor y dinamismo, en la que se ofrece una peculiar introspección en la conducta humana y, en especial, en la de la calumnia. Es resultado literario de la compasión, no exenta de ironía crítica, y del cultivo del absurdo como categoría estética con su inevitable propensión al humor. Sus tres novelas siguientes, escritas en distintos años, aunque publicadas todas ellas en 2012, Grises y opacos, Vientos, humores y otros asuntos mundanos y El extraño proceso a Avinia Sánchez Cordelejo, vienen a confirmar la trayectoria del escritor ya adentrándose en el mundo onírico de sus personajes, ya contando la historia de varias familias entremezcladas y materializadas en numerosos personajes, ya narrando un acontecimiento dramático de escala desmedida y alcance internacional,  respectivamente.  En 2014 publica Aprende a vivir con el doctor Bismar Outhefëm, una novela sobre el éxito comercial entre el gran público de las obras de autoayuda escrita en clave irónica.
Con un estilo y diálogos ágiles y modo realista en el discurso novelesco, en el que cabe la distorsión de estirpe esperpéntica e incluso la indagación onírica y surreal, el escritor busca crear un efecto de sorpresa bajo los ropajes del humor. En 2018 da a la luz Espejismos de un emigrante, novela en la que narra en clave irónica las vicisitudes que sufre un emigrante saharaui para sobrevivir al llegar a España en busca de un mejor porvenir. En 2020 publica 4 novelas no ejemplares: La muerte digna, El cumpleaños de Híbrido, Trincheras de un combatiente y El debut de Donoso, cuatro novelas cuyas historias remiten a situaciones insólitas, incluso esperpénticas, protagonizadas por personajes tan extravagantes en su manera de concebir la vida y de entender las normas sociales, como admirables por la coherencia de la extraña lógica que dirige sus acciones. 

## Ediciones
- Latidos de barrio. Granada: Editorial Dauro. 2010.
- Grises y opacos. Salobreña: Editorial Alhulia. 2012.
- Vientos, humores y otros asuntos mundanos. Granada: Editorial Monema. 2012.
- El extraño proceso a Avinia Sánchez Cordelejo. Granada: Editorial Dauro. 2012.
- Aprende a vivir con el doctor Bismar Outhefëm. Granada: Editorial Dauro. 2014.
- Espejismos de un inmigrante. Granada: Editorial Dauro. 2018.
- 4 novelas no ejemplares: La muerte digna, El cumpleaños de Híbrido, Trincheras de un combatiente y El debut de Donoso, Madrid, Ediciones Europa, 2020.